# District historique de Panther Junction Mission 66
Le district historique de Panther Junction Mission 66 – ou Panther Junction Mission 66 Historic District en anglais – est un district historique américain dans le comté de Brewster, au Texas. Situé au sein du parc national de Big Bend, il est inscrit au Registre national des lieux historiques depuis le 16 septembre 2014. Un office de tourisme dessiné par Cecil J. Doty, le Panther Junction Visitor Center en est une propriété contributrice, tout comme une station-service voisine.